# سال میلیون
سال میلیون (به انگلیسی: Year Million) یک مستند علمی تخیلی و ۶ قسمتی است که در سال ۲۰۱۷ از شبکهٔ شبکه نشنال جئوگرافیک پخش شد. این مستند دو بار نامزد دریافت جایزه امی شد. این مستند بر اساس کتاب سال میلیون: علم در لبهٔ دور دانش نوشتهٔ دیمین برودریک ساخته شده و داستان زندگی یک خانوادهٔ سه نفره در آینده را روایت می‌کند.